# Search Me
"Search Me" là một bài hát được thu âm bởi ca sĩ kiêm sáng tác nhạc người Mỹ Katy Hudson (sau này là Katy Perry), nằm trong album đầu tay nhạc Phúc âm mang chính tên cô (2001). Được viết bởi Hudson, Tommy Collier và Scott Faircloff, bài hát được phát hành dưới dạng đĩa đơn thứ hai và cũng là đĩa đơn cuối cùng của album. "Search Me" được phát hành dưới dạng đĩa đơn CD và cũng được gửi đến các đài phát thanh, "Last Call" là bài hát mặt B của đĩa. Cũng giống như "Trust in Me", bài hát không được công nhận là đĩa đơn sau này, nhưng đây vẫn là đĩa nhạc thứ hai được phát hành trong cuộc đời của Hudson.

## Bối cảnh
Hudson giải thích ý nghĩa của bài hát vào năm 2001 rằng, "Tôi đã đấu tranh với thực tế rằng tôi sẽ phải chịu trách nhiệm rất lớn về việc những người khác sẽ bị ảnh hưởng như thế nào thông qua những gì tôi đang làm hoặc nói trên sân khấu. Tôi không muốn đưa ra đại khía là mọi thứ đều tốt khi thực tế không phải vậy. Tôi muốn giữ nó là thật, nhưng vẫn mang đến cho mọi người hy vọng. Tôi đang cố gắng tìm cách kết hợp cả hai, vì vậy tôi đã đặt những món quà của mình lên kệ trong một khoảng thời gian. Tôi nhìn lại và nhận ra Chúa đã ở bên tôi trong suốt khoảng thời gian này của cuộc đời tôi. Ngài biết một ngày nào đó tôi sẽ thức dậy và nhớ lại món quà tuyệt vời mà tôi đã được ban tặng, biết bao nhiêu người khác sẽ thích được đứng trên sân khấu mà tôi đã đến để thu thập."

## Phát hành
"Search Me" được đưa lên đài phát thanh như đĩa đơn thứ hai được trích ra từ Katy Hudson. Album được phát hành theo định dạng cassette vào ngày 8 tháng 2 năm 2001. Nó được gửi đến các đài phát thanh và bao gồm các chỉnh sửa khác nhau. Cùng với một phiên bản radio cho "Last Call". Đĩa đơn cùng với album đã ngừng sản xuất, sau khi Hudson đổi nghệ danh thành Katy Perry, chuyển sang dòng nhạc pop thịnh hành và hãng đĩa Red Hill Records bị phá sản. "Search Me" cùng album đã xuất hiện trở lại trên các nền tảng nghe nhạc vào năm 2020, nhưng chưa thể phát được.

## Biểu diễn trực tiếp
Bài hát được biểu diễn trực tiếp trên một chương trình truyền hình của đạo Cơ đốc vào tháng 6 năm 2002. Cô cũng biểu diễn bài hát trong chuyến lưu diễn quảng bá cho album.

## Danh sách bài hát
CD
1. "Search Me (CHR Radio Edit)" — 3:30
2. "Search Me (CHR Radio Edit Extended Bridge)" — 3:40
3. "Search Me" (phiên bản album) — 5:00
4. "Last Call (Rock Radio Edit)" — 3:07
5. "60 Second Radio Spot" — 1:00

Tải kỹ thuật số / phát trực tuyến
1. "Search Me" — 5:00